# تئوری بیگ بنگ (فصل ۱۱)
فصل یازدهم سریال کمدی موقعیت آمریکایی تئوری بیگ بنگ از تاریخ ۲۵ سپتامبر ۲۰۱۷ از شبکه سی‌بی‌اس شروع و در ۱۰ مه ۲۰۱۸ در ۲۴ قسمت به پایان رسید.

## بازیگران

### شخصیت‌های اصلی
- جانی گالکی در نقش دکتر لئونارد هافستادر: فیزیکدانی با ضریب هوشی ۱۷۳ که در ۲۴ سالگی دکترا گرفته است. او در یک آپارتمان به همراه دوست و همکارش، شلدون کوپر زندگی می‌کند.
- جیم پارسونز در نقش دکتر شلدون کوپر: فیزیکدانی که اهل تگزاس است و از بچگی نبوغ خود را نشان داده و در ۱۱ سالگی وارد کالج شده است. او در ۱۶ سالگی دکترا گرفته و دارای ضریب هوشی ۱۸۷ است. او فردی بسیار خودخواه و مغرور است و توانایی‌های اجتماعی کمی دارد.
- کیلی کوئوکو در نقش پنی: دختر بلوند جوان و جذابی که همسایه شلدون و لئونارد است و لئونارد از همان ابتدا عاشق پنی می‌شود. پنی قصد دارد که بازیگر شود، اما خیلی موفق نیست. برای امرار معاش به عنوان پیش‌خدمت در رستوران چیزکیک فکتوری کار می‌کند.
- سایمون هلبرگ در نقش هاوارد والوویتز: مهندس هوافضا که یهودی است و تا فصل ششم با مادرش زندگی می‌کند. برخلاف شلدون، لئونارد و راج، او دکترا ندارد و به همین خاطر مورد تمسخر دوستانش قرار می‌گیرد به خصوص شلدون. او همواره در دفاع می‌گوید که فوق‌لیسانسش را از ام‌آی‌تی گرفته و در دنیای واقعی علم نقش دارد.
- کونال نایر در نقش دکتر راجش کوتراپالی: اخترشناس اهل دهلی نو که بیشتر دوستانش او را راج صدا می‌زنند. او به همراه شلدون بر روی نظریه استرینگ کار می‌کند. او بسیار خجالتی است و در صورتی که الکل ننوشیده باشد، نمی‌تواند با زن‌ها صحبت کند. البته این مشکل او در انتهای فصل ششم حل می‌شود.
- ملیسا راوش در نقش دکتر برنادت راستنکاوسکی: یک میکروب‌شناس که در ابتدا همکار پنی در رستوران است و توسط پنی به هاوارد معرفی می‌شود. در ابتدا آن‌ها با هم خوب نمی‌سازند، اما در ادامه رابطه آن‌ها بهتر می‌شود و در انتهای فصل ۵ ازدواج می‌کنند.
- ماییم بیالیک در نقش دکتر ایمی فارا فاولر: یک عصب‌شناس که راج و هاوارد او را در اینترنت به عنوان جفت مناسب برای شلدون پیدا می‌کنند. او از خیلی جهات شبیه شلدون است، اما علایق اجتماعی بیشتری نسبت به شلدون دارد. او همچنین با برنادت و پنی یک گروه دوستی تشکیل می‌دهد و در عروسی برنادت، ساقدوش او می‌شود.
- کوین سوزمان در نقش استوارت بلوم: صاحب مغازه کمیک‌بوک‌فروشی که شلدون، هاوارد، راج و لئونارد اغلب اوقات به آن سر می‌زنند. او بسیار شبیه به آن‌هاست جز این که توانایی اجتماعی بیشتری دارد و در مدرسه طراحی رود آیلند درس خوانده.

## قسمت‌ها
| شم. کلی | شم. در فصل | عنوان                             | کارگردان        | نویسنده | تاریخ انتشار اصلی | کد تولید  | U.S. تعداد بیننده (میلیون) |
| ------- | ---------- | --------------------------------- | --------------- | --- | ----------------- | --------- | -------------------------- |
| ۲۳۲     | ۱          | «The Proposal Proposal»           | Mark Cendrowski | داستان : Chuck Lorre & Eric Kaplan & Jeremy Howe نمایشنامۀ تلویزیونی : Steve Holland & Maria Ferrari & Tara Hernandez            | ۲۵ سپتامبر ۲۰۱۷   | T12.15601 | 17.65                      |
| ۲۳۳     | ۲          | «The Retraction Reaction»         | Mark Cendrowski | داستان : Steven Molaro & Steve Holland & Maria Ferrari نمایشنامۀ تلویزیونی : Dave Goetsch & Eric Kaplan & Anthony Del Broccolo   | ۲ اکتبر ۲۰۱۷      | T12.15602 | 14.06                      |
| ۲۳۴     | ۳          | «The Relaxation Integration»      | Mark Cendrowski | داستان : Chuck Lorre & Steve Holland & Adam Faberman نمایشنامۀ تلویزیونی : Maria Ferrari & Andy Gordon & Tara Hernandez          | ۹ اکتبر ۲۰۱۷      | T12.15603 | 13.13                      |
| ۲۳۵     | ۴          | «The Explosion Implosion»         | Mark Cendrowski | داستان : Bill Prady & Maria Ferrari & Tara Hernandez نمایشنامۀ تلویزیونی : Steve Holland & Eric Kaplan & Jeremy Howe             | ۱۶ اکتبر ۲۰۱۷     | T12.15604 | 13.07                      |
| ۲۳۶     | ۵          | «The Collaboration Contamination» | Nikki Lorre     | داستان : Steven Molaro & Steve Holland & Eric Kaplan نمایشنامۀ تلویزیونی : Dave Goetsch & Maria Ferrari & Jeremy Howe            | ۲۳ اکتبر ۲۰۱۷     | T12.15605 | 13.20                      |
| ۲۳۷     | ۶          | «The Proton Regeneration»         | Mark Cendrowski | داستان : Steven Molaro, Dave Goetsch, Alex Yonks نمایشنامۀ تلویزیونی : Dave Steve Holland, Andy Gordon, Jeremy Howe              | ۲ نوامبر ۲۰۱۷     | T12.15606 | 14.14                      |
| ۲۳۸     | ۷          | «The Geology Methodology»         | Mark Cendrowski | داستان : Steve Holland & Anthony Del Broccolo & Adam Faberman نمایشنامۀ تلویزیونی : Eric Kaplan & Maria Ferrari & Tara Hernandez | ۹ نوامبر ۲۰۱۷     | T12.15607 | 13.80                      |
| ۲۳۹     | ۸          | «The Tesla Recoil»                | Anthony Rich    | داستان : Chuck Lorre & Eric Kaplan & Tara Hernandez نمایشنامۀ تلویزیونی : Steve Holland & Maria Ferrari & Jeremy Howe            | ۱۶ نوامبر ۲۰۱۷    | T12.15608 | 13.44                      |
| ۲۴۰     | ۹          | «The Bitcoin Entanglement»        | Mark Cendrowski | داستان : Steve Holland & Andy Gordon & Jeremy Howe نمایشنامۀ تلویزیونی : Dave Goetsch & Maria Ferrari & Anthony Del Broccolo     | ۳۰ نوامبر ۲۰۱۷    | T12.15609 | 13.84                      |
| ۲۴۱     | ۱۰         | «The Confidence Erosion»          | Mark Cendrowski | داستان : Bill Prady & Maria Ferrari & Adam Faberman نمایشنامۀ تلویزیونی : Steve Holland & Eric Kaplan & Tara Hernandez           | ۷ دسامبر ۲۰۱۷     | T12.15610 | 14.41                      |
| ۲۴۲     | ۱۱         | «The Celebration Reverberation»   | Mark Cendrowski | داستان : Steve Holland & Eric Kaplan & Alex Ayers نمایشنامۀ تلویزیونی : Dave Goetsch & Maria Ferrari & Jeremy Howe               | ۱۴ دسامبر ۲۰۱۷    | T12.15611 | 13.74                      |
| ۲۴۳     | ۱۲         | «The Matrimonial Metric»          | Mark Cendrowski | داستان : Maria Ferrari & Tara Hernandez & Jeremy Howe نمایشنامۀ تلویزیونی : Steve Holland & Eric Kaplan & Andy Gordon            | ۴ ژانویه ۲۰۱۸     | T12.15612 | 16.16                      |
| ۲۴۴     | ۱۳         | «The Solo Oscillation»            | Mark Cendrowski | داستان : Chuck Lorre & Steve Holland & Anthony Del Broccolo نمایشنامۀ تلویزیونی : Eric Kaplan & Maria Ferrari & Jeremy Howe      | ۱۱ ژانویه ۲۰۱۸    | T12.15613 | 15.93                      |
| ۲۴۵     | ۱۴         | «The Separation Triangulation»    | Mark Cendrowski | داستان : Chuck Lorre & Eric Kaplan & Maria Ferrari نمایشنامۀ تلویزیونی : Steven Molaro & Steve Holland & Tara Hernandez          | ۱۸ ژانویه ۲۰۱۸    | T12.15614 | 14.92                      |
| ۲۴۶     | ۱۵         | «The Novelization Correlation»    | Mark Cendrowski | داستان : Steve Holland & Andy Gordon & Adam Faberman نمایشنامۀ تلویزیونی : Eric Kaplan & Maria Ferrari & Jeremy Howe             | ۱ فوریه ۲۰۱۸      | T12.15615 | 14.69                      |
| ۲۴۷     | ۱۶         | «The Neonatal Nomenclature»       | Gay Linvill     | داستان : Eric Kaplan & Maria Ferrari & Anthony Del Broccolo نمایشنامۀ تلویزیونی : Steve Holland & Tara Hernandez & Adam Faberman | ۱ مارس ۲۰۱۸       | T12.15616 | 13.75                      |
| ۲۴۸     | ۱۷         | «The Athenaeum Allocation»        | Mark Cendrowski | داستان : Steve Holland & Steven Molaro & Tara Hernandez نمایشنامۀ تلویزیونی : Dave Goetsch & Eric Kaplan & Maria Ferrari         | ۸ مارس ۲۰۱۸       | T12.15617 | 13.88                      |
| ۲۴۹     | ۱۸         | «The Gates Excitation»            | Mark Cendrowski | داستان : Eric Kaplan & Maria Ferrari & Andy Gordon نمایشنامۀ تلویزیونی : Steve Holland & Tara Hernadnez & Jeremy Howe            | ۲۹ مارس ۲۰۱۸      | T12.15618 | 13.26                      |
| ۲۵۰     | ۱۹         | «The Tenant Disassociation»       | Mark Cendrowski | داستان : Steve Holland & Jeremy Howe & Trevor Alper نمایشنامۀ تلویزیونی : Dave Goetsch & Eric Kaplan & Maria Ferrari             | ۵ آوریل ۲۰۱۸      | T12.15619 | 13.00                      |
| ۲۵۱     | ۲۰         | «The Reclusive Potential»         | Mark Cendrowski | داستان : Maria Ferrari & Anthony Del Broccolo & Tara Hernandez نمایشنامۀ تلویزیونی : Steve Holland & Eric Kaplan & Adam Faberman | ۱۲ آوریل ۲۰۱۸     | T12.15620 | 12.77                      |
| ۲۵۲     | ۲۱         | «The Comet Polarization»          | Mark Cendrowski | داستان : Steve Holland & Bill Prady & Eric Kaplan نمایشنامۀ تلویزیونی : Maria Ferrari & Andy Gordon & Tara Hernandez             | ۱۹ آوریل ۲۰۱۸     | T12.15621 | 12.91                      |
| ۲۵۳     | ۲۲         | «The Monetary Insufficiency»      | Nikki Lorre     | داستان : Dave Goetsch & Maria Ferrari & Tara Hernandez نمایشنامۀ تلویزیونی : Steve Holland & Eric Kaplan & Jeremy Howe           | ۲۶ آوریل ۲۰۱۸     | T12.15622 | 11.79                      |
| ۲۵۴     | ۲۳         | «The Sibling Realignment»         | Mark Cendrowski | داستان : Steve Holland & Eric Kaplan & Anthony Del Broccolo نمایشنامۀ تلویزیونی : Dave Goetsch & Maria Ferrari & Jeremy Howe     | ۳ مه ۲۰۱۸         | T12.15623 | 12.93                      |
| ۲۵۵     | ۲۴         | «The Bow Tie Asymmetry»           | Mark Cendrowski | داستان : Chuck Lorre & Steven Molaro & Maria Ferrari نمایشنامۀ تلویزیونی : Steve Holland & Eric Kaplan & Tara Hernandez          | ۱۰ مه ۲۰۱۸        | T12.15624 | 15.51                      |